# Прокоповка (Брянская область)
Прокоповка — деревня в Стародубском муниципальном округе Брянской области.

## География
Находится в южной части Брянской области на расстоянии приблизительно 1 км к западу от районного центра города Стародуб.

## История
Упоминалась с середины XVIII века как хутор Прокоповский, до 1781 входил в 1-ю полковую сотню Стародубского полка. В середине XX века работал колхоз «Память Ленина». В 1892 году здесь (деревня Стародубского уезда Черниговской губернии) было учтено 24 двора. До 2019 года входила в состав Мохоновского сельского поселения, с 2019 по 2021 в состав Запольскохалеевичского сельского поселения Стародубского района до их упразднения.

## Население
Численность населения: 141 человек (1892 год), 122 человека в 2002 году (русские 99 %), 139 в 2010.